# Semiothisa nobilitata
Semiothisa nobilitata är en fjärilsart som beskrevs av Louis Beethoven Prout 1913. Semiothisa nobilitata ingår i släktet Semiothisa och familjen mätare. Inga underarter finns listade i Catalogue of Life.